# Sandecja Nowy Sącz
Sandecja Nowy Sącz (celým názvem Miejski Klub Sportowy Sandecja w Nowym Sączu) je polský fotbalový klub z města Nowy Sącz založený roku 1910. Rok založení je i v klubovém emblému. Domácím hřištěm je stadion im. Ojca Władysława Augustynka s kapacitou 5 000 míst (3 000 na sezení). Klubové barvy jsou černá a bílá. Od sezony 2009/10 hraje v polské druhé lize, která se jmenuje I liga.
V klubu působilo nebo dosud působí nemálo slovenských hráčů, v červenci 2014 byl navíc hlavním trenérem jmenován Slovák Jozef Kostelník.

## Názvy klubu
Pojmenování Sandecja Nowy Sącz pochází od latinského názvu města: Nova Civitas Sandecz.
- od 1920 – Robotniczy Klub Sportowy
- od 1933 – Kolejowy Klub Przysposobienia Wojskowego
- od 1945 – Klub Sportowy OMTUR
- od 1947 – Koło Sportowe Sądeckiego Oddziału ZZK
- od 23. 3. 1957 – Kolejowy Klub Sportowy (patronát ZNTK Nowy Sącz)
- od 1963 – Komunikacyjny Klub Sportowy
- od 1999 – Miejski Klub Sportowy

## Úspěchy
- I liga – 1× 3. místo (2009/10)

## Čeští hráči v klubu
Zde je seznam českých hráčů, kteří působili v klubu Sandecja Nowy Sącz:
- Pavel Besta[3]